# Pfarrkirche Heiliger Geist (Linz)

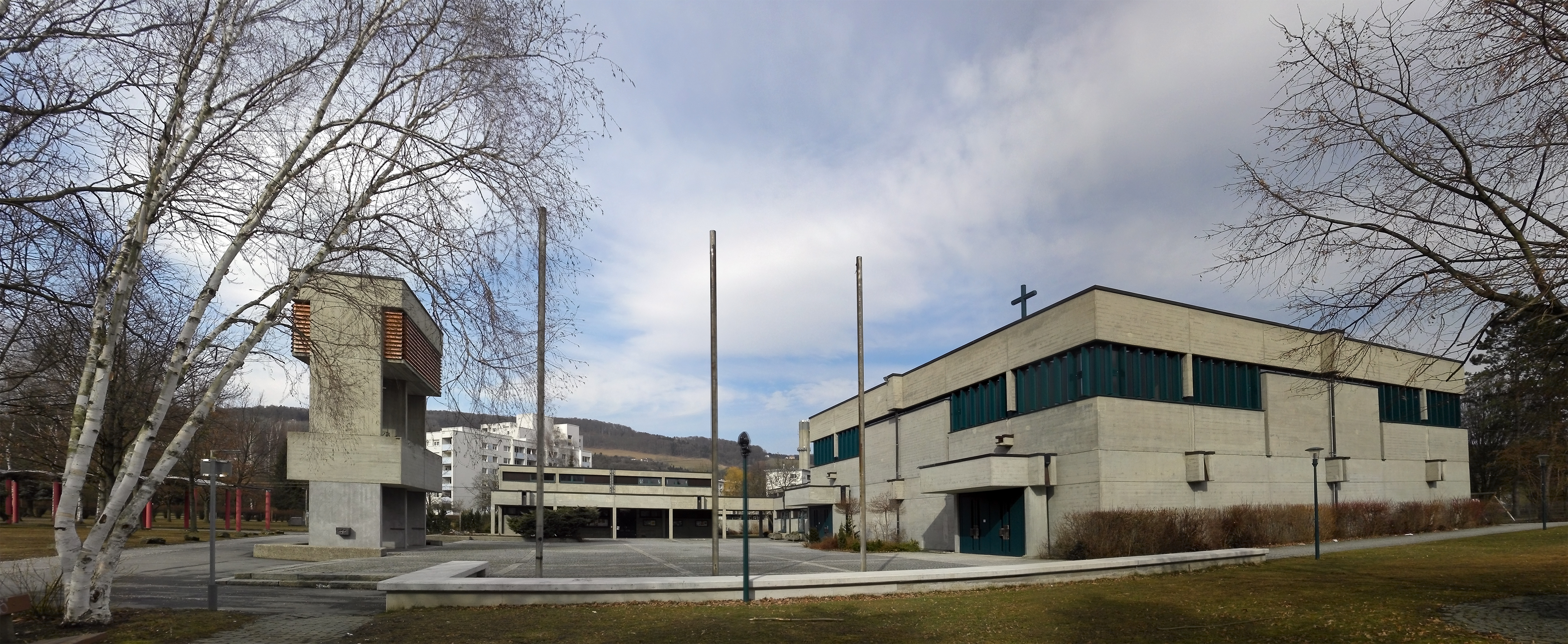
Glockenträger links, Pfarrkirche rechts (2012)

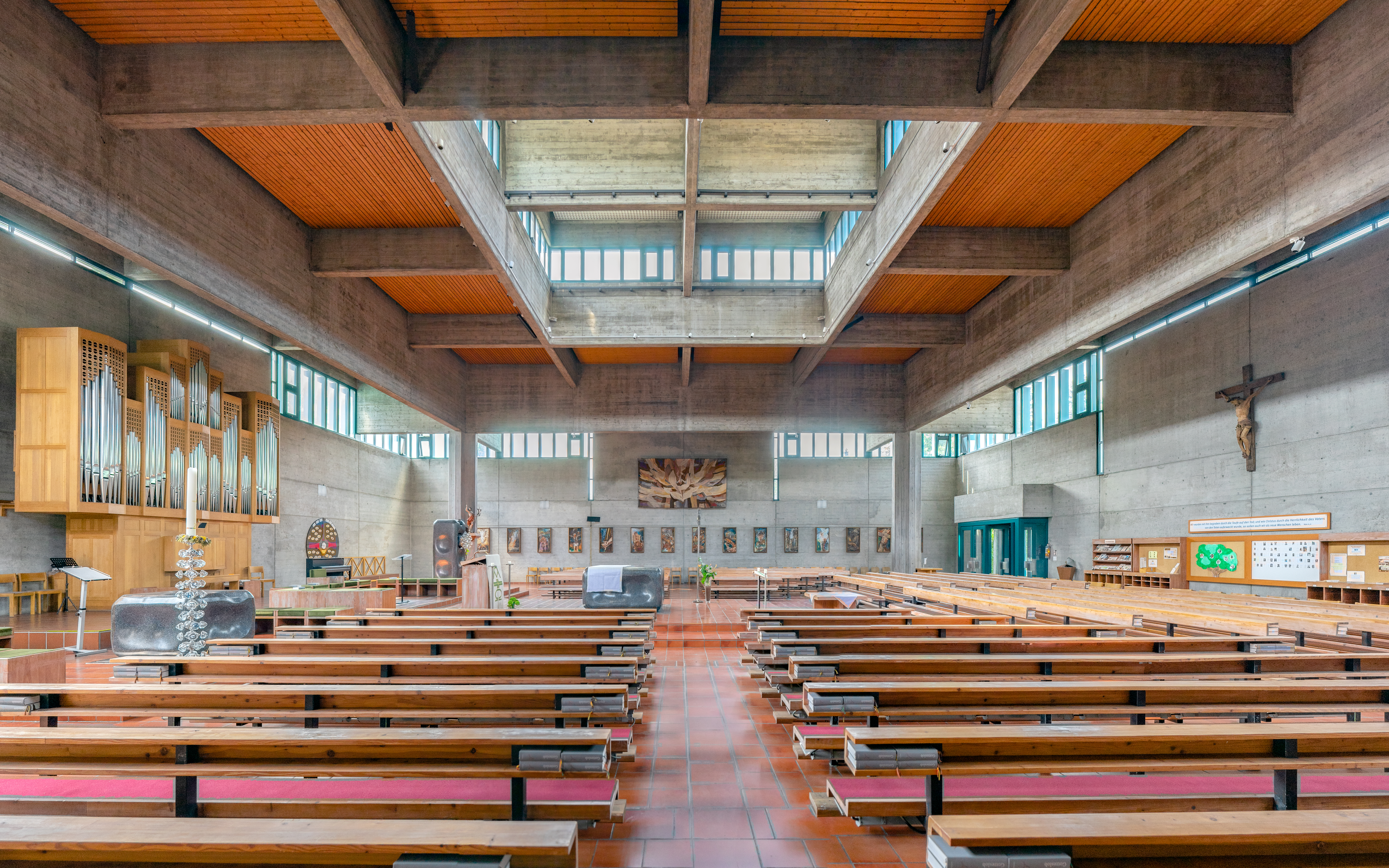
Innenansicht

Die römisch-katholische Pfarrkirche Urfahr-Hl. Geist steht im statistischen Bezirk Dornach-Auhof in Linz, Oberösterreich. Seit dem 1. Jänner 2023 gehört sie als eine von 8 Pfarrteilgemeinden zur Pfarre Urfahr der Diözese Linz. 

## Geschichte und Ausstattung
Die Idee, im östlichen Teil der Pfarre St. Magdalena eine weitere Kirche zu errichten, geht auf das Betreiben des Pfarrers der Pfarrkirche St. Magdalena, Leopold Leitenbauer (1889–1953), zurück. Nach mehreren Grundstücksankäufen wurde 1962 die Pfarr-Expositur Linz-Dornach gegründet. Am 29. März 1966 begannen die Bauarbeiten. Die Kirche wurde am 7. November 1971 vom damaligen Weihbischof Alois Wagner geweiht. Die Festpredigt hielt der Bischof in Ruhe Josef Schoiswohl.
Die Kirche mit Pfarrzentrum wurde von 1966 bis 1967 nach den Plänen der Architekten Erich Scheichl und Franz Treml erbaut. Die Kirche ist ein massiver Sichtbetonbau mit über die Ecken geführten Fensterbändern im oberen Bereich. Außen zeigt der Bau mit zwei mächtigen Portalen zum Vorplatz, auf dem ein freistehender Glockenträger errichtet ist. Das mittig etwas erhöhte Flachdach trägt ein Kreuz. Innen zeigt sich ein Zentralraum mit quadratischem Grundriss mit vier eingerückten schlanken Säulen, die im Querschnitt ein Kreuz bilden. Nördlich schließt eine niedrigere Werktagskapelle mit Nebenräumen an. Dahinter verläuft ein gedeckter Verbindungsgang zum Pfarrheim und zum Kindergarten.
Die einheitliche Einrichtung der Kirche, mit Altar, Tabernakel, Taufstein und Weihwasserbecken, gestaltete der Bildhauer Jakob Kopp. In der Kirche gibt es eine spätgotische Figur Maria mit Kind aus dem Ende des 15. Jahrhunderts, die Figur Auferstandener aus der 2. Hälfte des 16. Jahrhunderts und ein abgelaugtes Kruzifix aus dem 1. Viertel des 19. Jahrhunderts. Die Wandteppiche gestaltete 1968 der Bildwirker Fritz Riedl. Die Weihnachtskrippe baute 1983 der Bildhauer Josef Sepp Moser. Den Kreuzweg schuf 1995 der Künstler Tony Nwachukwu. Die Figur hl. Antonius von 1993 stammt vom Bildhauer Friedrich Wipplinger.
In der Werktagskapelle befinden sich ein Kruzifix aus dem Ende des 18. Jahrhunderts und eine Pietà aus dem 20. Jahrhundert.
Die Orgel baute von 1984 bis 1988 Fritz Schild.